# NGC 2358
NGC 2358 is een open sterrenhoop in het sterrenbeeld Grote Hond. Het hemelobject werd op 31 december 1785 ontdekt door de Duits-Britse astronoom William Herschel.